# Municipio de Dexter (Míchigan)
El municipio de Dexter (en inglés: Dexter Township) es un municipio ubicado en el condado de Washtenaw en el estado estadounidense de Míchigan. En el año 2010 tenía una población de 6042 habitantes y una densidad poblacional de 70,32 personas por km².

## Geografía
El municipio de Dexter se encuentra ubicado en las coordenadas 42°22′57″N 83°56′28″O / 42.38250, -83.94111. Según la Oficina del Censo de los Estados Unidos, el municipio tiene una superficie total de 85.92 km², de la cual 78.62 km² corresponden a tierra firme y 7.3 km² (8.49 %) es agua.

## Demografía
Según el censo de 2010, había 6042 personas residiendo en el municipio de Dexter. La densidad de población era de 70,32 hab./km². De los 6042 habitantes, el municipio de Dexter estaba compuesto por el 96.47 % blancos, el 0.5 % eran afroamericanos, el 0.22 % eran amerindios, el 0.73 % eran asiáticos, el 0.15 % eran isleños del Pacífico, el 0.26 % eran de otras razas y el 1.67 % pertenecían a dos o más razas. Del total de la población el 1.75 % eran hispanos o latinos de cualquier raza.